# 鹿魔
《鹿魔》（英語：Antlers）是2021年美國、墨西哥和加拿大合拍的超自然恐怖片，由史考特·庫柏执导，C·亨利·蔡斯、尼克·安托斯卡和庫柏编剧。影片改编自发表在《格尔尼卡》杂志的安托斯卡短篇小说《The Quiet Boy》，由凱莉·羅素、杰西·普莱蒙、杰瑞米·T·托马斯、格雷厄姆·格林、斯科特·黑兹、羅利·科奇瑞恩和艾米·麦迪根主演。

## 梗概
茱莉亞·梅多斯是俄勒冈州一座小镇的老师，她的弟弟保罗是当地的警察。茱莉亞担心她的学生、一位小男孩在家中藏着的超自然生物会诱发灾害。因此，两个人决定前去解决问题。

## 阵容
- 凱莉·羅素 饰 朱莉亚·梅多斯（Julia Meadows）
  - 凯特琳·彼得森（Katelyn Peterson）饰 青年梅多斯
- 杰西·普莱蒙 饰 保罗·梅多斯（Paul Meadows）
- 杰瑞米·T·托马斯 饰 卢卡斯·韦弗（Lucas Weaver）
- 格雷厄姆·格林 饰 沃伦·斯托克斯（Warren Stokes）
- 斯科特·黑兹 饰 法兰克·韦弗（Frank Weaver）
- 羅利·科奇瑞恩 饰 丹·莱克鲁伊（Dan Lecroy）
- 艾米·麦迪根（英语：Amy Madigan） 饰 布斯校长（Principal Booth）
- 科迪·戴维斯（Cody Davis）饰 克林特（Clint）
- 索耶·琼斯（Sawyer Jones）饰 埃登·韦弗（Aiden Weaver）
- 杰克·T·罗伯特斯（Jake T. Roberts）饰 法医

## 制作
2018年7月，消息指吉勒摩·戴托羅将担任史考特·庫柏执导作品《鹿魔》的制片人，同时凱莉·羅素正商讨出演。按计划，拍摄工作于2018年第四季度在英属哥伦比亚省温哥华进行。2018年8月，杰西·普莱蒙加入剧组。10月，杰瑞米·T·托马斯、格拉汉姆·格林、艾米·麦迪根、斯科特·黑兹和羅利·科奇瑞恩加盟。
主体拍摄于2018年10月1日开始，11月30日结束。

## 发行
影片原定2020年4月17日上映，但受新冠疫情影响于3月撤档。2020年7月，迪士尼宣布電影上映日延至2021年2月19日，后再次撤档。该片现定档将于2021年10月29日上映。